# Artur de Campos Henriques
Artur Alberto de Campos Henriques GCTE • GCC (Santo Ildefonso, Porto, 28 de abril de 1852 — Camões, Lisboa, 7 de novembro de 1922) foi um juiz e político da última fase da monarquia constitucional portuguesa.

## Biografia
Artur Alberto de Campos Henriques, nasceu na freguesia de Santo Ildefonso, no Porto, no dia 28 de abril de 1852, filho de José Antonio de Campos Henriques, proprietário natural de Foz Côa, e de Ermelinda Amália de Castro Pereira, doméstica natural de Vitória. Tinha ascendência judaica, irmão do 1.º Visconde de Vila Nova de Foz Coa, sobrinho paterno do 1.º Barão de Vila Nova de Foz Coa e sobrinho materno do Representante do Título de Conde de Lagoaça e 2.º Visconde de Lagoaça. Era casado com Maria da Natividade Peixoto de Meireles, natural de Oliveira, concelho de Guimarães.
Juiz do Supremo Tribunal de Justiça, político da última fase da monarquia constitucional portuguesa que, para além de ter exercido as funções de deputado às Cortes e de Governador Civil do Distrito do Porto, interinamente em 1891, tornadas efectivas em 1893. Ministro das Obras Públicas em 1894.
Campos Henriques era próximo da ala conservadora do Partido Regenerador, sem se lhe conhecer clara militância partidária. De 25 de junho de 1900 a 20 de outubro de 1904 e de 20 de março a 19 de maio de 1906, foi ministro da Justiça dos segundo e terceiro governos presididos por Ernesto Hintze Ribeiro.
A 29 de dezembro de 1900 foi feito Par do Reino sendo Conselheiro, Ministro e Secretário de Estado dos Negócios Eclesiásticos e da Justiça (Diário do Governo, n.º 296, 31 de dezembro de 1900). A 28 de setembro de 1902 foi agraciado com a Grã-Cruz da Real Ordem Militar de Nosso Senhor Jesus Cristo (Diário do Governo, n.º 222, 2 de outubro de 1902).
Assumiu novamente as funções de ministro da Justiça no "Governo da Acalmação" presidido por Francisco Ferreira do Amaral, de 4 de fevereiro a 25 de dezembro de 1908, tendo, quando este caiu por falta de apoio parlamentar, sido convidado a ser Presidente do Conselho (hoje primeiro-ministro), num governo supra-partidário entre regeneradores e progressistas, nomeado da iniciativa do rei D. Manuel II. O governo de Campos Henriques duraria apenas 3 meses.
A 31 de março de 1909 foi agraciado com a Grã-Cruz da Antiga e Muito Nobre Real Ordem Militar da Torre e Espada, do Valor, Lealdade e Mérito sendo do Conselho de Sua Majestade Fidelíssima, Par do Reino, Presidente do Conselho de Ministros, Ministro e Secretário de Estado dos Negócios do Reino, por distintos e relevantes serviços (Diário do Governo, n.º 73, 3 de abril de 1909).
Faleceu aos 70 anos na sua casa da rua Alexandre Herculano, em Camões, Lisboa no dia 7 de novembro de 1922, vitima de caquexia. Foi sepultado no Cemitério da Lapa no Porto.